# Мајкл Ли
Мајкл Ли (енгл. Michael Lee; Талахаси, 5. јун 1986) је бивши амерички кошаркаш. Играо је на позицији крилног центра.

## Каријера
Након колеџа, у Европу је дошао 2008. године. Први тим му је био француски Шоле за који је одиграо само две утакмице због повреде и отпуштен је. У јануару 2009. потписао је за Сплит где је остао до краја сезоне. Сезону 2009/10. је провео у Мађарској. У октобру 2010. пред сам почетак сезоне, потписао је уговор са Радничким из Крагујевца. Завршио је сезону као трећи најкориснији играч НЛБ лиге, са просечним индексом корисности од 20,36. Био је најбољи стрелац лиге са постигнутих 19,6 поена по утакмици. Такође је био и шести скакач сезоне, трећи крадљивац лопти и шести најчешће фаулирани играч лиге.
У јулу 2011. потписао је једногодишњи уговор са украјинским Доњецком. Током лета 2012. играо је НБА летњу лигу са Сакраменто Кингсима. Одиграо је пет утакмица, од тога три као стартер, и имао просечно 5,8 поена и 2 скока за 16,4 минута просечно по мечу. У септембру 2012. се вратио у Украјину и потписао за Политехнику. Након тога је играо у НБА развојној лиги за Кантон чарџ и Делавер ејтисевенерсе. Вратио се у европску кошарку у октобру 2014, потписавши уговор са француским Булоњом. У јануару 2015. одлази у мађарски Солнок до краја сезоне. Последњи играчки ангажман је имао током 2016. године у екипи румунског Питештија.

## Успеси

### Клупски
- Доњецк:
  - Првенство Украјине (1): 2011/12.

- Солнок Олај:
  - Првенство Мађарске (1): 2014/15.
  - Куп Мађарске (1): 2015.

### Појединачни
- Најбољи стрелац Јадранске лиге (1): 2010/11.